# جرذ ميندورو
جرذ ميندورو (الاسم العلمي: Rattus mindorensis) (بالإنجليزية: Mindoro Mountain Rat)‏ هو نوع من الحيوانات يتبع جنس الجرذ من الفصيلة الفأرية.